# Asociación Estadounidense de Estadística
La Asociación Estadounidense de Estadística  (en inglés: American Statistical Association, ASA) (Asociación Americana de Estadística) es la principal organización profesional en Estados Unidos que nuclea a estadísticos y a otros profesionales de ramas afines. Fue fundada el 27 de noviembre de 1839 en Boston, Massachusetts, y es la segunda más vieja sociedad profesional en actividad en Estados Unidos. La ASA brinda servicios a estadísticos, científicos cuantitativos y usuarios de estadísticas de varias áreas y aplicaciones académicas.
Entre sus cometidos están promover la correcta aplicación de la ciencia estadística, en particular a través de la educación en todos los niveles, la investigación, los trabajos de divulgación y encuentros periódicos.

## Miembros
Tiene alrededor de 18.000 miembros que integran áreas del gobierno, de la academia y del sector privado, no solo de Estados Unidos. La membresía posibilita una gran variedad de actividades: investigación en áreas médicas como el sida, asesoramiento en riesgo ambiental, desarrollo de nuevas drogas terapéuticas, exploración espacial, calidad en la industria, cuestiones sociales como pobreza y falta de vivienda, investigación en cuestiones económicas, establecimiento de estándares para uso de estadísticas en todos los niveles de gobierno, promoción y desarrollo de educación estadística para el público y los profesionales, impulso del uso de métodos informáticos en el área.
Entre los miembros más relevantes de ASA estuvieron Florence Nightingale, Alexander Graham Bell, Herman Hollerith, Andrew Carnegie y Martin Van Buren. El primer miembro no estadounidense de ASA fue el matemático belga Adolphe Quetelet.
Un comité de la ASA elige anualmente a nuevos investigadores, estudiantes de postgrado y doctorado para subvencionar sus investigaciones. Los candidatos deben haber sido miembros durante los últimos tres años pero no requieren ser nominados por nadie. El número máximo de beneficiados por año es un tercio del uno por ciento de la cantidad de miembros de ASA.
Profesional estadístico acreditado
Desde abril de 2010, ASA ofrece el estatus de Profesional estadístico acreditado (PStat, Accredited Professional Statistician status) a miembros que reúnan las condiciones exigidas por la asociación, que incluyen un grado avanzado en estadística o en un campo relacionado, cinco años de experiencia documentada y evidencia de competencia profesional. Una lista actualizada de los miembros con estatus PStat está disponible en el sitio web de ASA.

## Estructura
Está organizada en secciones, capítulos y comités. Los capítulos se corresponden con 78 áreas geográficas de Estados Unidos y Canadá. Las secciones son grupos de interés por área y por industria que cubren 22 subdisciplinas. Tiene más de 60 comités coordinando encuentros, publicaciones, educación, carreras y otras áreas de interés para estadísticos.

## Publicaciones
ASA posee varias publicaciones científicas:
- Journal of the American Statistical Association (JASA)
- The American Statistician (TAS)
- Journal of Business & Economic Statistics (JBES)
- Journal of Agricultural, Biological, and Environmental Statistics (JABES)
- Journal of Computational and Graphical Statistics (JCGS)
- Technometrics (TECH)

Publicaciones en línea
- Journal of Statistics Education (JSE)
- Journal of Statistical Software (JSS)

Auspicios
- Current Index to Statistics (CIS)

Publicaciones históricas
- Edward Jarvis, William Brigham and John Wingate Thornton, Memorial Of The American Statistical Association Praying The Adoption Of Measures For The Correction Of Errors In The Census, 1844
- Publications of the American Statistical Association, 1888-1919 (Vols. 1-16)[9] and Quarterly Publications of the American Statistical Association, 1920-1921[10][4]